# آلفرد اینشتین
آلفرد اینشتین (انگلیسی: Alfred Einstein; ۳۰ دسامبر ۱۸۸۰ – ۱۳ فوریهٔ ۱۹۵۲) یک زندگی‌نامه‌نویس اهل آلمان بود.